# Нёшато (Франция)
Нёшато (фр. Neufchâteau) — небольшой город и коммуна в регионе Эльзас — Шампань — Арденны — Лотарингия, департамент Вогезы, округ Нёшато, кантон Нёшато. Город расположен у слияния рек Маас и Музон. В 11 веке герцог Лотарингии Дитрих II велел построить крепость, в 1094 году она стала называться Novum Castrum.